# Oddział przedsiębiorstwa
Oddział przedsiębiorstwa – miejsce prowadzenia działalności, które stanowi prawnie zależną część instytucji i które realizuje bezpośrednio wszystkie lub niektóre spośród transakcji nieodłącznie związanych z działalnością instytucji.
W Polsce jest to, zgodnie z definicją legalną zawartą w ustawie o zasadach uczestnictwa przedsiębiorców zagranicznych i innych osób zagranicznych w obrocie gospodarczym na terytorium Rzeczypospolitej Polskiej:
wyodrębniona i samodzielna organizacyjnie część działalności gospodarczej, wykonywanej przez przedsiębiorcę poza siedzibą przedsiębiorcy lub głównym miejscem wykonywania działalności.

## Oddział przedsiębiorcy zagranicznego
Przedsiębiorstwa zagraniczne mogą tworzyć swoje oddziały w Polsce. Celem takich oddziałów jest działalność produkcyjna, co odróżnia oddział od przedstawicielstwa, które może jedynie prowadzić działalność w zakresie reklamy i promocji przedsiębiorcy zagranicznego.
Oddziały przedsiębiorstw z państw członkowskich Unii Europejskiej lub Europejskiego Obszaru Gospodarczego mogą w Polsce działać na tych samych zasadach, co polskie przedsiębiorstwa.
Pojęcie to jest bliskie pojęciu zakładu przedsiębiorstwa zagranicznego.